# Міхал Саділек
Міхал Саділек (чеськ. Michal Sadílek, нар. 31 травня 1999, Угерске Градіште) — чеський футболіст, півзахисник нідерландського «Твенте» і національної збірної Чехії.

## Клубна кар'єра
Народився 31 травня 1999 року в місті Угерске Градіште. Починав займатися футболом у структурі клубу «Словацко», а 2015 року був запрошений до академії нідерландського ПСВ.
Протягом 2016–2018 років провів 8 ігор за «Йонг ПСВ» у другому за силою дивізіоні, а в сезоні 2018/19 дебютував за головну команду ПСВ. Протягом двох сезонів був гравцем ротації ейндговенської команди.
У жовтні 2020 року задля отримання ігрової практики був відданий в оренду до «Слована» (Ліберець), за яку до кінця сезону провів 24 матчі в чемпіонаті Чехії.

## Виступи за збірні
2014 року дебютував у складі юнацької збірної Чехії (U-17), загалом на юнацькому рівні взяв участь у 32 іграх, відзначившись 6 забитими голами.
Не маючи досвіду виступів за національну збірну Чехії, був включений до її заявки на чемпіонат Європи 2020 року. Дебютував за головну збірну 4 червня 2021 року у рамках підготовки до цього турніру, взявши участь у товариській грі проти Італії (поразка 0:4).
| Дата      | Місто    | Господарі  | Результат | Гості    | Турнір               | Голи | Примітки |
| --------- | -------- | ---------- | --------- | -------- | -------------------- | ---- | -------- |
| 4-6-2021  | Болонья  | Італія     | 4 – 0     | Чехія    | товариський матч     | -    | 81'      |
| 27-6-2021 | Будапешт | Нідерланди | 0 – 2     | Чехія    | ЧЄ 2020 - 1/8 фіналу | -    | 90+2'    |
| 2-9-2021  | Острава  | Чехія      | 1 – 0     | Білорусь | Відбір до ЧС 2022    | -    | 63'      |
| Усього    |          | Матчів     | 3         |          | Голів                | 0    |          |